# 오승훈 (컬링 선수)
오승훈(1995년 5월 11일~)은 대한민국의 컬링 선수이다. 강원도청 소속으로 활동하고 있다.